# Alwine Schroedter

Alwine Schroedter, 1873 gemalt von ihrem Schwiegersohn Anton von Werner

Alwine Schroedter, auch Allwiena Schrödter, geborene Heuser (* 13. Februar 1820 in Gummersbach; † 12. April 1892 in Karlsruhe), war eine deutsche Illustratorin und Malerin der Düsseldorfer Schule.

## Leben

Verlobungsanzeige von „Allwiena Heuser und Adolf Schroedter“ im September 1839

Alwine Schroedter wurde als Alwine Heuser in Gummersbach geboren, wo sie ihre Jugend verbrachte. Ihr Vater war der evangelische Kaufmann Heinrich Daniel Theodor Heuser (1767–1848), Sohn des Kaufmanns Johann Peter Heuser und Großhändler für Farben und Wein, der ihre Mutter Katharina Luisa Jügel (1776–1841) am 21. August 1804 in Gummersbach geheiratet hatte. Alwine hatte fünf Geschwister: Luisa (1805–1874), die eine bekannte Malerin werden sollte, Henriette Emma (1807–1875), Adelheid, Adeline genannt, ebenfalls später eine bekannte Malerin (1809–1897), Daniel (* 1814) und Ida (1817–1880). Ihre Tante, Henriette Jügel, die 1806 nach Gummersbach gekommen war, machte sie mit dem Stricken, Malen und Zeichnen vertraut. Als 17-Jährige ging Alwine Heuser nach Frankfurt am Main, in das Haus ihres Onkels, des Verlagsbuchhändlers Carl Christian Jügel.
Am 2. Juni 1840 heiratete sie den Düsseldorfer Kupferstecher und Maler Adolph Schroedter, durch den sie viele Protagonisten der Düsseldorfer Malerschule kennenlernte, etwa Wilhelm von Schadow, Andreas und Oswald Achenbach, Alfred Rethel, Karl Ferdinand Sohn, Eduard Bendemann, Johann Wilhelm Schirmer, Ludwig Des Coudres, Carl Friedrich Lessing, Robert Reinick und Hans Fredrik Gude. Das spätromantische Milieu Düsseldorfs prägte ihre Kunstauffassung nachhaltig. 1848 übersiedelte Alwine Schroedter mit ihrem Gatten in das ihr bereits vertraute Frankfurt am Main, wo das Paar zum Gesellschaftskreis des Arztes und Kinderbuchautors Heinrich Hoffmann gehörte. In dieser Frankfurter Zeit begann Alwine Schroedter, zusammen mit ihrem Mann privaten Zeichenunterricht zu erteilen und sich durch erste Veröffentlichungen einen Namen zu machen. 1854 kehrten Alwine und Adolph Schroedter für einige Jahre nach Düsseldorf zurück. In der Pfannenschoppenstraße 35 (später Klosterstraße), im ehemaligen Haus von Johann Wilhelm Schirmer, waren sie unmittelbare Nachbarn des Künstlerpaares Marie und Rudolf Wiegmann.
1859 wurde Adolph Schroedter zum Professor für Ornamentik an die 1854 gegründete Großherzoglich Badische Kunstschule Karlsruhe berufen, an der Schirmer Direktor und Des Coudres sowie Lessing, der 1841 ihre Schwester Ida geheiratet hatte, Professoren waren. Adolph und Alwine Schroedter, die zu diesem Zeitpunkt bereits zwei Söhne, Maximilian (1842–1908) und Roderich (1843–1894), und zwei Töchter, Malvine (1847–1901) und Adeline (1851–1928), hatten, zogen daher nach Karlsruhe, wo sie zunächst in der Langen Straße 2/3 (Kaiserstraße), dann im Vorderen Zirkel 3 und ab 1866 in der Nowackanlage 8 wohnten, und nahmen regen Anteil an einer dort entstehenden Künstlerszene, die sich mit dem Kreis um den Karlsruher Theaterdirektor Eduard Devrient überschnitt. Die Schroedters erhielten Besuch von den Musikern Johannes Brahms und Clara Schumann, die das Paar bereits in Düsseldorf kennengelernt hatte. Zeitweise gehörte auch der Maler und Lithograf Wilhelm Riefstahl zum engen Bekanntenkreis der Schroedters, die 1872 in der Mühlburger Allee 3 (Moltkestraße 3), damals am Rande des Hardtwaldes, ein eigenes, kunstsinnig gestaltetes Haus bezogen. Adolph Schroedter erkrankte aber bald darauf und starb im Dezember 1875 im Alter von 70 Jahren.
Nachdem bis Beginn der 1880er Jahre Des Courdres, Lessing und seine Frau gestorben, weitere Freunde und Kollegen ihres verstorbenen Mannes an andere Hochschulen berufen und ihre Kinder verheiratet waren (ihre Tochter Malvine vermählte sich am 22. August 1871 mit dem Historienmaler Anton von Werner), wurde es in ihrem „Waldhaus“ einsam, so dass sie damit begann, einen Teil der Räume als private Zeichenschule für Damen zu nutzen. Die prominenteste ihrer Schülerinnen war Luise, die Großherzogin von Baden, die sie bereits seit 1859 im Malen anleitete. Dieser Kontakt führte zu einem langjährigen und engeren Verhältnis der Damen, die sich gegenseitig zu besuchen pflegten. Eine andere Schülerin war Jenny Nottebohm, eine Protagonistin der Grötzinger Malerkolonie. Nachdem Alwine Schroedter an ihrem Lebensende mit einem Herzleiden gerungen hatte, verstarb sie am 12. April 1892 in ihrem „Waldhaus“, wo die badische Großherzogin der Aufgebahrten am 14. April 1892 die letzte Ehre erwies. Die Kunsthalle Karlsruhe ehrte die Verstorbene in ihrem Todesjahr durch eine retrospektive Ausstellung, wobei auch Bilder Adolph Schroedters gezeigt wurden.

## Werk

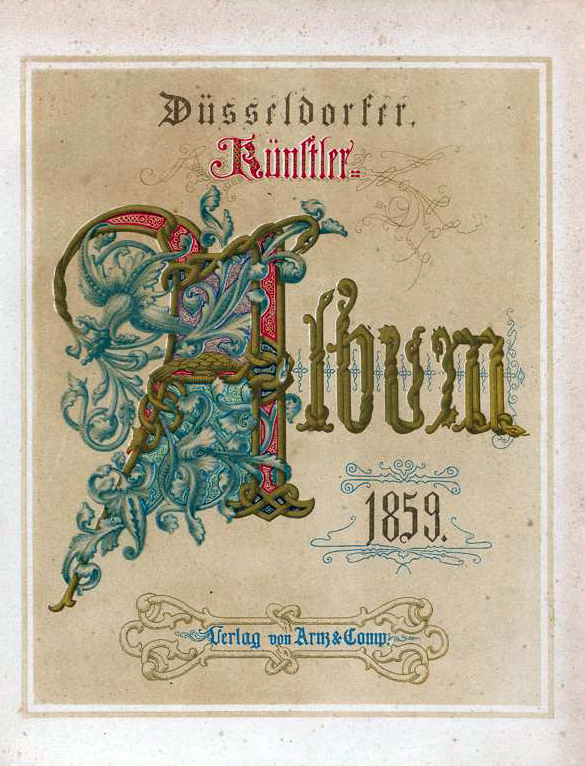
Kupfertitel Düsseldorfer Künstler-Album, 1859

Durch ihren Mann war Alwine ermuntert worden, sich künstlerisch zu betätigen. In ihrem Fach, dem Buchschmuck sowie der Allegorien-, Initialen- und Blumenmalerei, entwickelte sie eine eigenständige Meisterschaft, wobei sie technische Neuerungen wie die Chromolithografie nutzte. Die Bedeutung ihres Werks reicht an die Arbeiten Hermine Stilkes heran, die wie sie zu den bedeutendsten deutschen Künstlerinnen des 19. Jahrhunderts gezählt wird. In einer romantischen und dekorativen Kunstauffassung Düsseldorfer Prägung wurzelnd vermochte es Alwine Schroedter zeitlebens nicht, sich mit dem zunehmend vorherrschenden Naturalismus anzufreunden.
Zum 1867 erschienenen Werk Um Lieb’ und Kunst lobte ein zeitgenössischer Rezensent die „mannichfaltigsten Blumengruppierungen“, „die, in reizender Harmonie der Formen und Farben mit den Initialen wie aus dem Gedichte hervorgewachsen, gleichsam als die sichtbar gewordene Seele der Worte erscheinen.“ Blumeneinfassungen kalligrafierter Sprüche und Verse von Hermine Stilke und Alwine Schroedter, die 1870 auf einer Ausstellung des Vereins der Künstlerinnen und Kunstfreundinnen zu Berlin im Genre der Blumenmalerei präsentiert wurden, brachten ihnen als „anerkannten Vertreterinnen dieser Richtung“ die Kritik ein, eine „gewisse Süßlichkeit und Sentimentalität bei der Auswahl der Sprüche und in der Ausführung des Blumenschmucks“ zu zeigen.
Zum Werk Alwine Schrödters zählen folgende Veröffentlichungen:
- Neue Muster für Schnür-Stickerei. Frankfurt am Main 1851 (sechs Blätter)
- Das Zeichnen als ein ästhetisches Bildungsmittel. Frankfurt am Main 1853
- Düsseldorfer Künstler-Album. Düsseldorf 1857 (Kupfertitel und Titelblatt zum II. Teil)[7]
- Herbarium Urnamentum. 1. Heft. Karlsruhe 1861 (sechs Lithografien)
- Sechs Bilder zu Don Quixote. Gotha 1863 (sechs Kupferstiche)
- Gebet des Herrn. Düsseldorf 1864 (Ausgabe für Katholiken: acht Chromolithographien; Ausgabe für Protestanten: neun Chromolithografien)
- Um Lieb’ und Kunst. Düsseldorf 1867 (Mappe, Denksprüche mit Initialen, zwölf Chromolithografien und ein Textblatt)
- Jahresblüten. Karlsruhe 1869 (Mappe mit 13 Chromolithografien)
- Fremde und Heimat. Denksprüche in Wort und Bild. Frankfurt am Main 1869 (Mappe mit elf Chromolithografien und einem Textblatt)
- In Freud und Leid. Frankfurt am Main 1871 (Mappe, Denksprüche mit Initialen, 19 Blätter in Farbendruck und vier Texte)
- Penaten. Düsseldorf 1871 (19 Lithografien, davon zehn in Buntdruck)
- Triumph der Blumen in Liedern. Düsseldorf 1871 (zwölf Chromolithografien)
- Studien zur Aquarell-Malerei. Bremen 1872 (zusammen mit Adolph Schroedter und Angelica von Woringen)[8]
- Kinder-Gebete. Frankfurt am Main 1880 (27 Chromolithografien)
- Der Herr ist mein Hirte. Leipzig 1881 (sechs Chromolithografien)
- Blumensprache. Lahr 1883 (Chromolithografien)
- Frauenbrevier für Haus und Welt. Leipzig 1883 (zusammen mit H. Volger und Caspar Scheuren)